# Hike (scout)
L'Hike è un termine usato nello scautismo per indicare alcuni tipi di uscite. Le consuetudini variano a seconda dell'associazione (AGESCI, Scout d'Europa e CNGEI).

## AGESCI

### Esploratori / Guide
L'hike è una proposta, rivolta a tutti i ragazzi in cammino fra la tappa della competenza e della responsabilità, che ha come fine la sperimentazione dello scouting. Si svolge singolarmente o a coppie e permette di affrontare un'avventura a contatto con la natura che richiede responsabilità, autonomia, competente, silenzio e preghiera. Per il ragazzo è anche un'occasione per fare il punto del proprio sentiero personale e gettare le basi per la continuazione di esso. Nel caso dell'hike di coppia, il ragazzo deve riservare un momento personale per la riflessione.
L'equipaggiamento deve essere leggero per non affaticarsi durante il cammino ed è necessario portare con sé una bussola. Di solito per la notte l'esploratore o la guida deve cercare un posto riparato dove dormire o costruirsi un rifugio, e per mangiare dovrà impegnarsi con la Cucina Trappeur. In alcuni reparti, impropriamente, l'hike è concesso solamente ai ragazzi che si apprestano a terminare il loro cammino in reparto. In altri è concesso all'intera squadriglia, per testare le capacità di adattamento e le nozioni apprese durante l'anno associativo. Alcuni Reparti organizzano l'hike durante il campo estivo, altri invece lo fanno con un'uscita apposita.

### Rover/Scolte
Nel roverismo, l'hike è un'esperienza vissuta dai ragazzi senza supporto dei Capi, in cui vengono messe alla prova le capacità di adattamento e di resistenza di chi lo vive. Può essere svolto, a seconda delle esigenze dei Capi e dei ragazzi, singolarmente o a coppie. I ragazzi partono per una breve route con lo scopo di pregare, riflettere su se stessi, sperimentare l'incontro con l'altro sulla strada. Il contesto dell'hike è quello dell'essenzialità. L'hike è anche un'occasione per riflettere sul proprio Punto della Strada, da condividere poi con i propri Capi o con il Clan. Il tipo di hike e la meta da raggiungere sono calibrati in base alla progressione personale del ragazzo.
Un esempio di hike consiste nel dotare i ragazzi di una mappa su cui è indicato un punto da raggiungere per pernottare e la destinazione da raggiungere il giorno successivo. Per pernottare il ragazzo dovrà trovare ospitalità offrendo in cambio il proprio servizio alle persone ospitanti, oppure costruire un rifugio. L'hike è quindi un momento che coniuga strada, spiritualità ed avventura.

## Scout d'Europa
Nella FSE, col termine Hike si intende più in generale un'uscita di uno o due giorni; essa può essere effettuata con l'intero Riparto, con la propria Squadriglia oppure individualmente. Quest'ultimo è il caso dell'Hike di Prima Classe: esso costituisce l'ultima prova da superare per raggiungere l'obiettivo della Prima Classe. Normalmente, l'Hike di Prima Classe viene affrontato dall'Esploratore intorno ai 14 anni di età.

## CNGEI

### Esploratori / Esploratrici
L'hike è un'escursione di tre o più giorni fatta di pattuglia, solitamente durante il campo estivo ed è un'esperienza che può essere vissuta da tutti i ragazzi del Reparto. Scopo principale di un'attività impegnativa come hike è sperimentare i propri limiti e il reale significato di vita di gruppo, entrare in contatto con la natura e con il mondo che ci circonda con spirito nuovo: lo spirito di chi "viaggia per viaggiare e non per arrivare". L'equipaggiamento deve essere proporzionato al numero di giorni di cammino e di persone che partecipano, privilegiando sempre la leggerezza dei materiali e la praticità degli attrezzi, a scapito di qualche comodità in più: Viveri, tende, zaini, sacchi a pelo e quanto serve per la "sopravvivenza" e per la costruzione di un rifugio per i pasti e per la notte.
Accanto all'Hike di pattuglia, c'è anche l'Hike Avventura, a carattere più individuale (ma comunque organizzato per piccoli gruppi), cui partecipano solo i ragazzi più grandi del Reparto che stanno per approdare in Compagnia. Può anche essere fatto durante le ore notturne.

### Rover
Nel roverismo GEI come in quello AGESCI, l'hike è un momento che coniuga strada, spiritualità ed avventura. Per la Compagnia l'hike e le attività di servizio rappresentano la parte fondamentale del roverismo.